# Diadromus erythrostomus
Diadromus erythrostomus là một loài tò vò trong họ Ichneumonidae.